# Патермуфий (Артемихин)
Епи́скоп Патерму́фий (в миру Пётр Гаври́лович Артеми́хин; 28 июня 1952, Кирс, Кировская область — 22 октября 2024, Москва) — архиерей Русской православной старообрядческой церкви, епископ Иркутско-Забайкальский (2014—2024).

## Биография
Родился 28 июня 1952 года в городе Кирс Кировской области в семье потомственных старообрядцев, с детства воспитывался в старой православной вере.
После службы в армии поступил на работу в строительное управление теплоэлектростанции города Кирс.
В 1983 году переехал в село Городище Луганской области, где служил уставщиком при храме Успения Пресвятыя Богородицы, а также занимался хозяйственными работами.
В 1992 году благословением митрополита Алимпия (Гусева) направлен служить уставщиком в Улейминском монастыре.
В 1996 году пострижен в иноки с именем Патермуфий и рукоположён во диакона ко Улейминскому монастырю.
21 ноября 2001 года в Киеве епископом Киевским и всея Украины Саватием (Козко) рукоположён во священники к храму в селе Городище Луганской области.
За девять лет в селе Городище восстановлен храм, построен церковный дом, начато строительство часовни на месте разрушенного Покровского храма мужского монастыря. При храме открыт богадельный дом для престарелых, где сейчас проживает около четырнадцати человек. Под руководством священноинока Патермуфия в поселке городского типа Ольховатка Донецкой области организована община и выстроен храм.
На Освященном Соборе, проходившем в Москве 19-22 октября 2004 года, было определено утвердить кандидатуру священноинока Патермуфия для избрания во епископа.
Совет Митрополии Русской Православной Старообрядческой Церкви, проходивший в г. Москве, 26-27 февраля 2008 года постановил «просить Архиерейский Собор рассмотреть вопрос о поставлении во епископы на вдовствующие епархии» нескольких кандидатов в числе которых был и священноинок Патремуфий.

### Епископское служение
21 апреля 2010 года Совет митрополии Русской Православной Старообрядческой Церкви, учитывая просьбы христиан Уссурийской и всего Дальнего Востока епархии, постановил совершить хиротонию священноинока Патермуфия (Артемихина) во епископы Уссурийской и всего Дальнего Востока епархии несмотря на то, что ранее ожидалось направление нового епископа на Украину.
25 апреля 2010 года был в Покровском кафедральном соборе на Рогожском кладбище был рукоположён во епископа Уссурийского и всего Дальнего Востока епархии. Хиротонию совершил митрополит Московский и всея Руси Корнилий (Титов) в сослужении архиепископа Киевского и всея Украины Саватия (Козко) и епископа Новосибирского и всея Сибири Силуяна (Килина). Постоянным местом его служения стал кафедральный храм Покрова Пресвятыя Богородицы в городе Хабаровске.
12 сентября 2010 года в ходе поездки предстоятеля Русской православной старообрядческой церкви митрополита Корнилия (Титова) на Дальний Восток в Покровском храме Хабаровска состоялась интронизация и вручение жезла епископу Патермуфию.
22 октября 2010 года решением Архиерейского собора РПСЦ титул правящего архиерея был восстановлен в соответствии с историческим — «Иркутско-Амурский и всего Дальнего Востока».
28 марта 2011 года Указом Президента Республики Бурятия включён в состав Совета по взаимодействию с религиозными объединениями при президенте республики Бурятия.
21 октября 2014 года назначен на новоучреждённую Иркутско-Забайкальскую епархию.
В последние годы жизни ввиду тяжёлой болезни фактически оставил управление епархией и проживал в Рогожском посёлке. Скончался 22 октября 2024 года после продолжительной болезни. 25 октября 2024 года после литургии в Покровском кафедральном соборе на Рогожском митрополит Корнилий (Титов) возглавил службу погребения. Из Костромы прибыли: духовный отец покойного епископ Костромской и Ярославский Викентий (Новожилов), 14 священников, пять диаконов, прихожане столичных храмов и из регионов. Похоронен в деревне Слободище Московской области.